# Villa Skärtofta

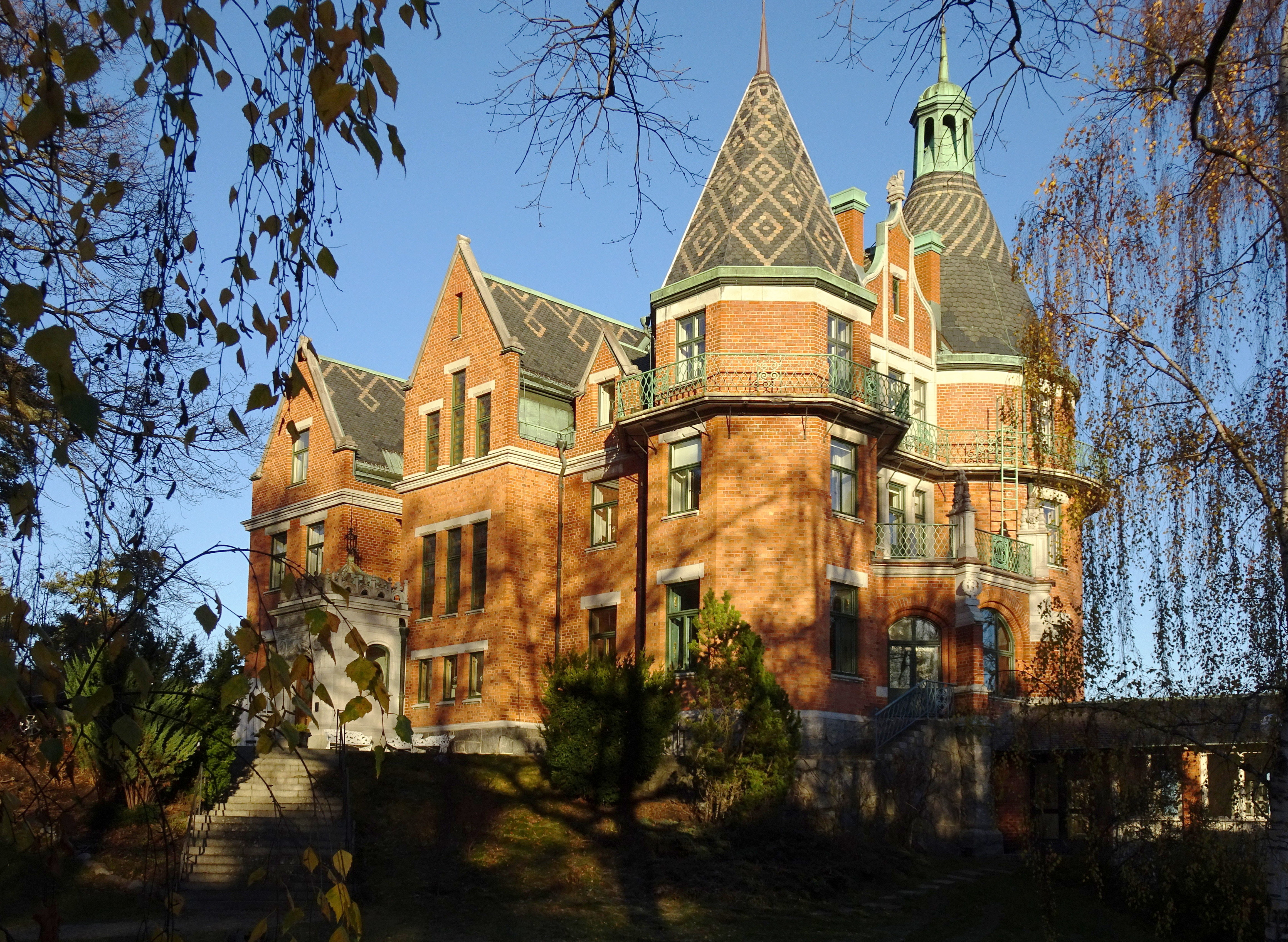
Villa Skärtofta från syd i november 2015.

Villa Skärtofta (även Bernströmsta villan) är en byggnad vid Ringvägen 6-8 i Saltsjöbaden, Nacka kommun. Villan uppfördes 1897 för industrimannen John Bernström efter ritningar av arkitekt Gustaf Lindgren. Byggnaden ingår sedan 1929 i Kooperativa Förbundets konferens- och hotellanläggning Vår Gård. Den röda borgliknande tegelvilla med sina båda hörntorn, branta takfall och mönstrat takbeklädnad av skifferplattor räknas till den ”pampigaste” i Saltsjöbaden.

## Bakgrund
När Saltsjöbaden kring sekelskiftet 1900 började bebyggas med exklusiva villor valde chefen för AB Separator, John Bernström, en strandtomt vid Baggensfjärden mittemellan Saltsjöbanans stationer Ringvägen och Saltsjöbaden. Här lät han bygga sin ”Villa Bernström” och till arkitekt anlitade han Gustaf Lindgren. Närmaste granne i söder var bankmannen Johan Wolter Arnberg som 1893 tog sin ”Villa Strandtofta” (eller ”Villa Arnberg”) i bruk. Intill denna lät bankmannen Marcus Wallenberg 1893 bygga sin villa som han kallade ”Villa Furubo” (eller ”Furebo”). Båda är numera rivna för att bereda plats för Vår Gårds kursgårdsanläggningar från 1950- och 60-talen.

## Villa Bernström

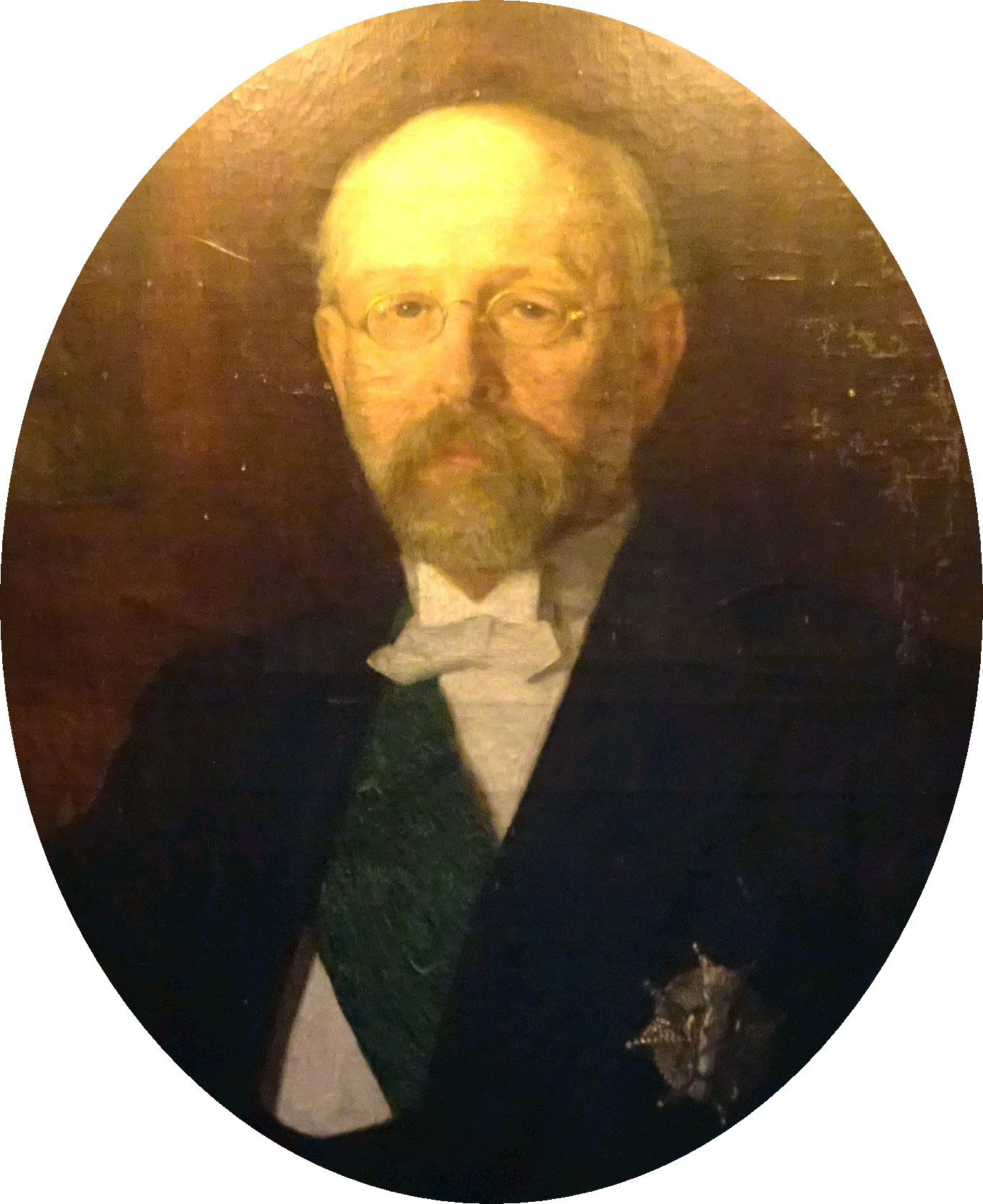
Byggherren Bernström.

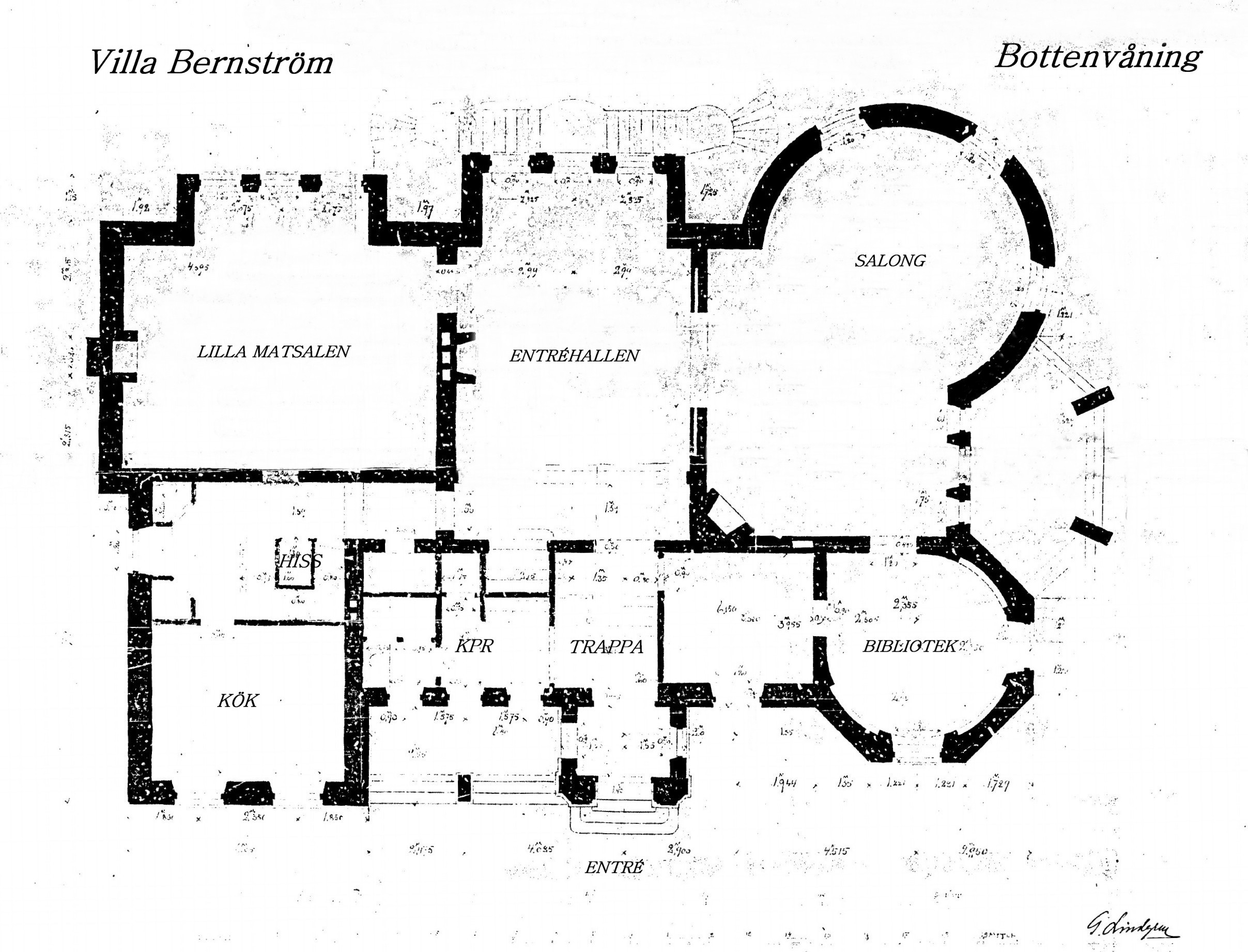
Skärtofta, originalritning, bottenvåning.

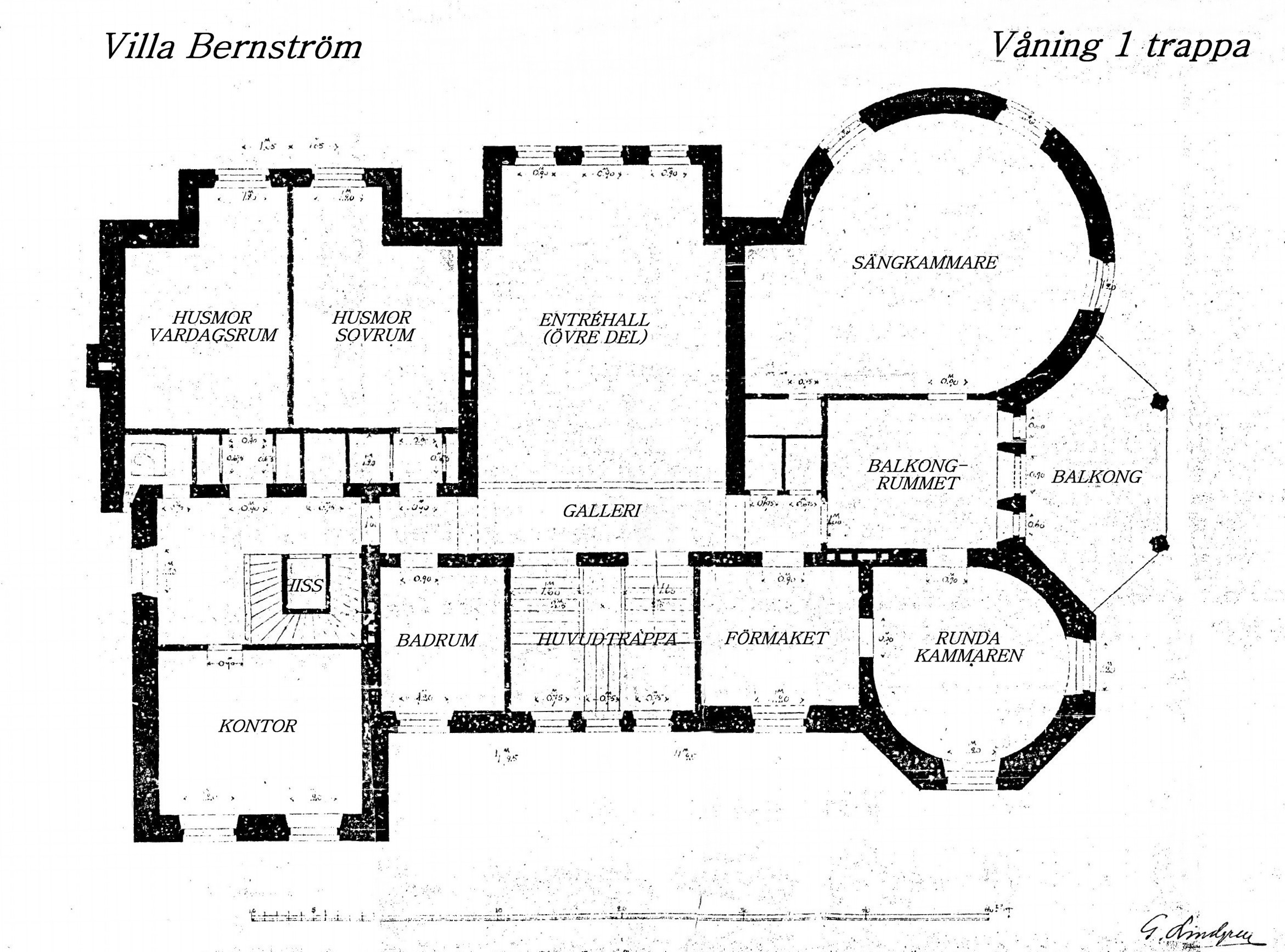
Skärtofta, originalritning, våning 1 trappa.

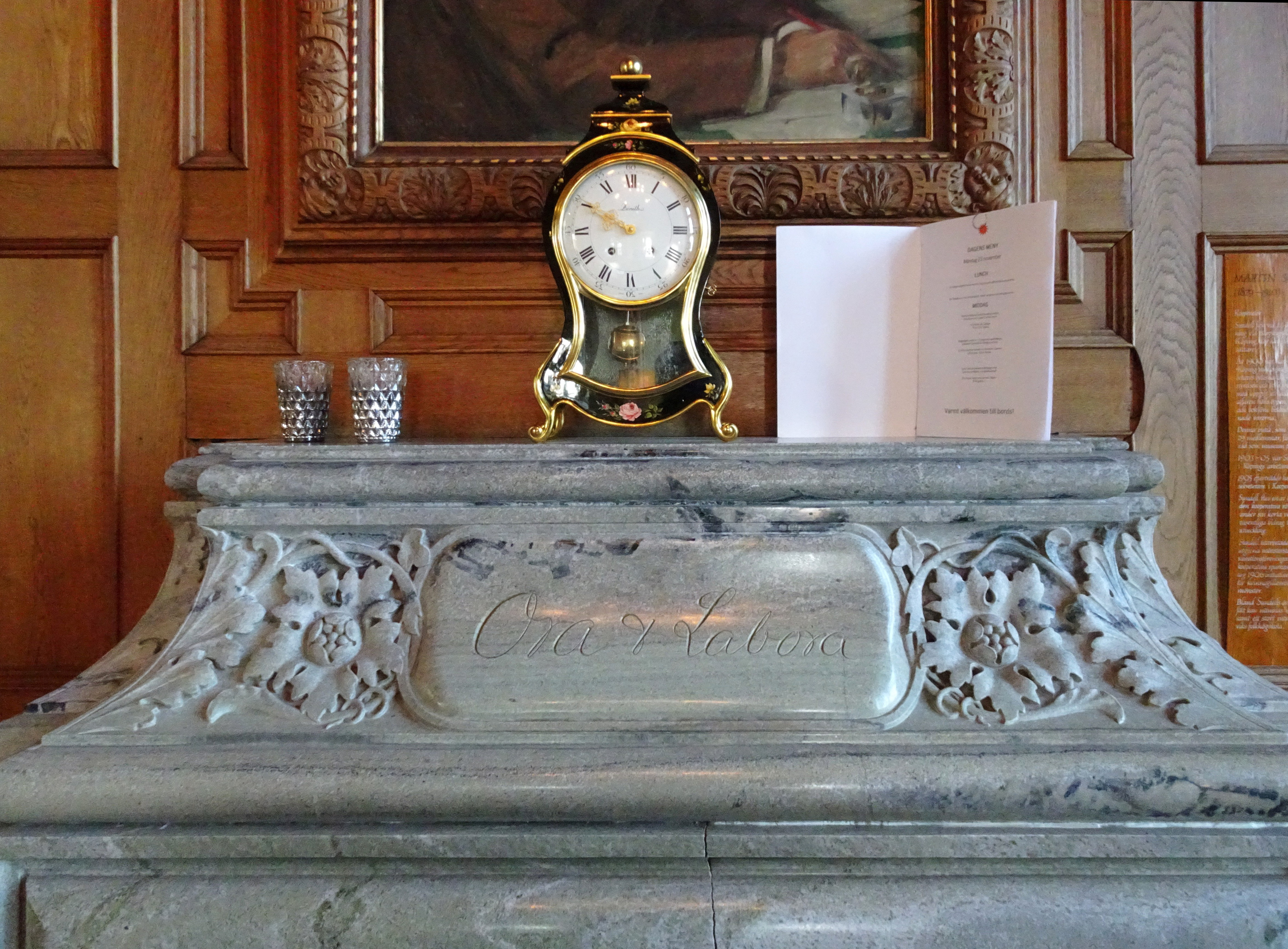
"Ora & Labora" på marmorspisen.

Gustav Lindgren ritade en magnifik tegelbyggnad i historiserande stil. Villan var inget sommarställe utan blev året runt bostad åt Bernström med familj. Huset har tre våningsplan samt källare. På varje våning finns sju till nio rum. Husets stora byggnadskropp bröts ner i mindre volymer genom fyra höga gavelbyggnader och två hörntorn, ett runt och ett polygont. Fönsterglaset i runda tornet inklusive fönsterbåge och -karm fick samma krökning som tornet. 
Vita kalkstensdekorationer runt fönster och dörrar kontrasterar mot det röda murteglet och ornamentala utsmyckningar med initialen "B" påminner om byggherren Bernström. Dominerande är de höga hallfönstren mot Baggensfjärden som inramas av reliefer inhuggna i kalksten. Fälten över fönstren är dekorerade med blommor, eklöv, ekorrar, fåglar och katter. Däröver veckar sig banderoller.
Även hela entréportalen är utförd i kalksten med sockel i slät granit och bildar en egen byggnadskropp. Väggfältet över den rundbågiga och rik utsirade ekporten pryds av två relief-medaljonger visande kvinnohuvuden. Däröver finns inskriptionen på latin Salve Amice Domus (Var hälsad vän i mitt hus). Hela arrangemanget kröns av en dekoration bestående av en rad små bågar mellan vilka placerades stående stavar med klot på och varje båge bär en heraldiskt formad lilja.
I husets centrum och med utsikt över Baggenfjärden anordnades den stora entréhallen som sträcker sig över två våningar. Idag kallas rummet Sundellhallen efter en av kooperationens pionjärer, Martin Sundell. Över öppna spisen hänger hans porträtt utfört av konstnären Helmer MasOlle. Här dukades till stora fester och husherren samlade familj (hustru och sju barn) samt anställda till gudstjänst på söndagarna. Han själv stod på gallerian ovanför och höll predikan och ledde sångarna. Hans tänkespråk finns inskuret i marmorspisen och lyder Ora & Labora (Bed och Arbeta). Långväggarna i hallens övre del är smyckade med J.A.G. Ackes målade svit föreställande  "Erik XIV:s kärlekssaga med Karins Månsdotter". Dessa hängde ursprungligen i Ackevillan och var avsedda att bli förlagor till gobelänger i Trollenäs slott.
Intill entréhallen (mot norr) ligger Lilla Matsalen, som var den ursprungliga matsalen. Här finns ytterligare en öppen spis med en av husherrens valspråk på latin: Fides Spes Amor (Tro Hopp och Kärlek) samt Anno Domini 1897. Rummets stucktak utfördes av italienska specialister. Salongen mot söder ligger i runda hörntornet och kunde nås via skjutdörrar från entréhallen. 
På våning 1 trappa anordnades entréhallens övre del med Bernströms sängkammare i det stora runda tornet. Runda kammaren låg i lilla tornet och balkongrummet däremellan. Mot norr låg på detta våningsplan husmors sov- och vardagsrum med tillhörande badrum och kokvrå. Dessutom fanns ett stort badrum för herrskapet och ett kontor. Övre hallen på våning 2 trappor var ursprungligen biljardrum. Även här finns olika tänkespråk som är en del av tak- och väggmålningarna. Dessa är återgivna i lätt arkaiserande form såsom Egin Eeld Kokar bäst – Egin Härd Ähr Guld Wärdh eller Hemma Ähr Hwilan Bäst. Interiören i övrigt med sina överdådiga dekorationer och utsmyckningar är välbevarad och blir med de skilda stilarterna till en vandring genom olika stilepoker.
Villan hade elektricitet som levererades från Saltsjöbadens elektricitetsverk. Elverket togs i drift 1895 och var det första i Sverige med elförsörjning till privathus. Redan från början fanns i Skärtofta en elektrisk driven personhiss som var den första i Sverige i en privat villa. Uppvärmningen skedde med hjälp av luftkanaler som matades med varmluft från en panna i källaren. Dessutom utrustades huset med kakelugnar och öppna spisar.

## Villa Skärtofta
Efter Bernström övertogs villan 1903 av grosshandlaren Carl Settervall som döpte om den till Skärtofta. Samtidigt byggdes även ett vagnslider och en kuskbostad kallad Lilltofta som fortfarande står på tomtens södra del.  Efter några ägarbyten köptes villan 1917 eller 1918 av den ryske fursten Conde Cheff, som hade flytt från Ryska revolutionen tillsammans med sin hustru. Enligt en annan källa hette han Tuganoff. Efter en tid på Grand Hotel Saltsjöbaden förvärvade han Skärtofta och hade där fester för andra ryska landsflyktingar.

## Skärtofta blir del av Vår Gård

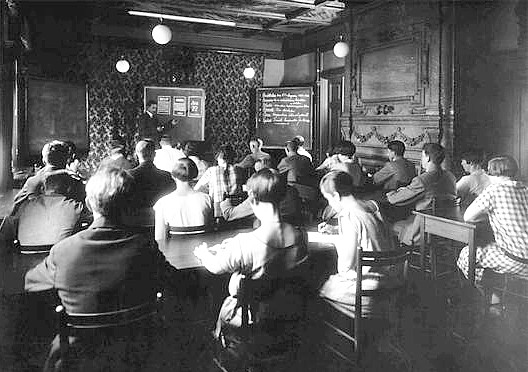
Undervisning i Skärtofta, 1930-tal.

Det ursprungliga Vår Gård, som bestod av villorna Bikupan och Ackevillan blev snart för litet och 1929 beslöt KF att förvärva Skärtofta och Strandtofta. Skärtoftas många rum nyttjades bland annat som bostad för kursdeltagare, undervisningslokaler och hit flyttades även köket. Mot norr byggdes 1934 en matsal efter ritningar av KFAI:s arkitekt Dag Ribbing under ledning av Eskil Sundahl. Rummet nyttjas idag som konferenssal. 
På 1950-talet tillbyggdes Skärtofta mot söder med Vår Gårds konferensanläggning, även den ritades av Ribbing och invigdes den 27 september 1959. Ribbing lade ner stort arkitektoniskt omsorg för att ansluta den nya byggnaden till den gamla villan. Bland annat kopplade han nybyggnaden till Skärtofta via en låg förbindelsegång som nås från källarplanet. Han valde även skiffer som takbeläggning på alla nya byggnader och upptog  motivet med ett hörntorn i rött tegel. Det visade sig att teglet som använts till Skärtoftavillan var mindre i storlek än det tegel som fanns på marknaden på 1950-talet. Man fick beställa specialtillverkat murtegel så att de nya byggnaderna harmonierade med de gamla.
Utöver konferenslokalerna finns idag i Skärtofta väl bevarade rum och salar som bibliotek, direktionsmatsal, biljardrum, och sällskapsrum. I hörntornen ligger några mindre runda konferens- och festrum. När det gällde att placera Vår Gårds omfattande konstsamlingar i de olika byggnaderna valde man Skärtofta för den äldre konsten.

## Bilder
Exteriör

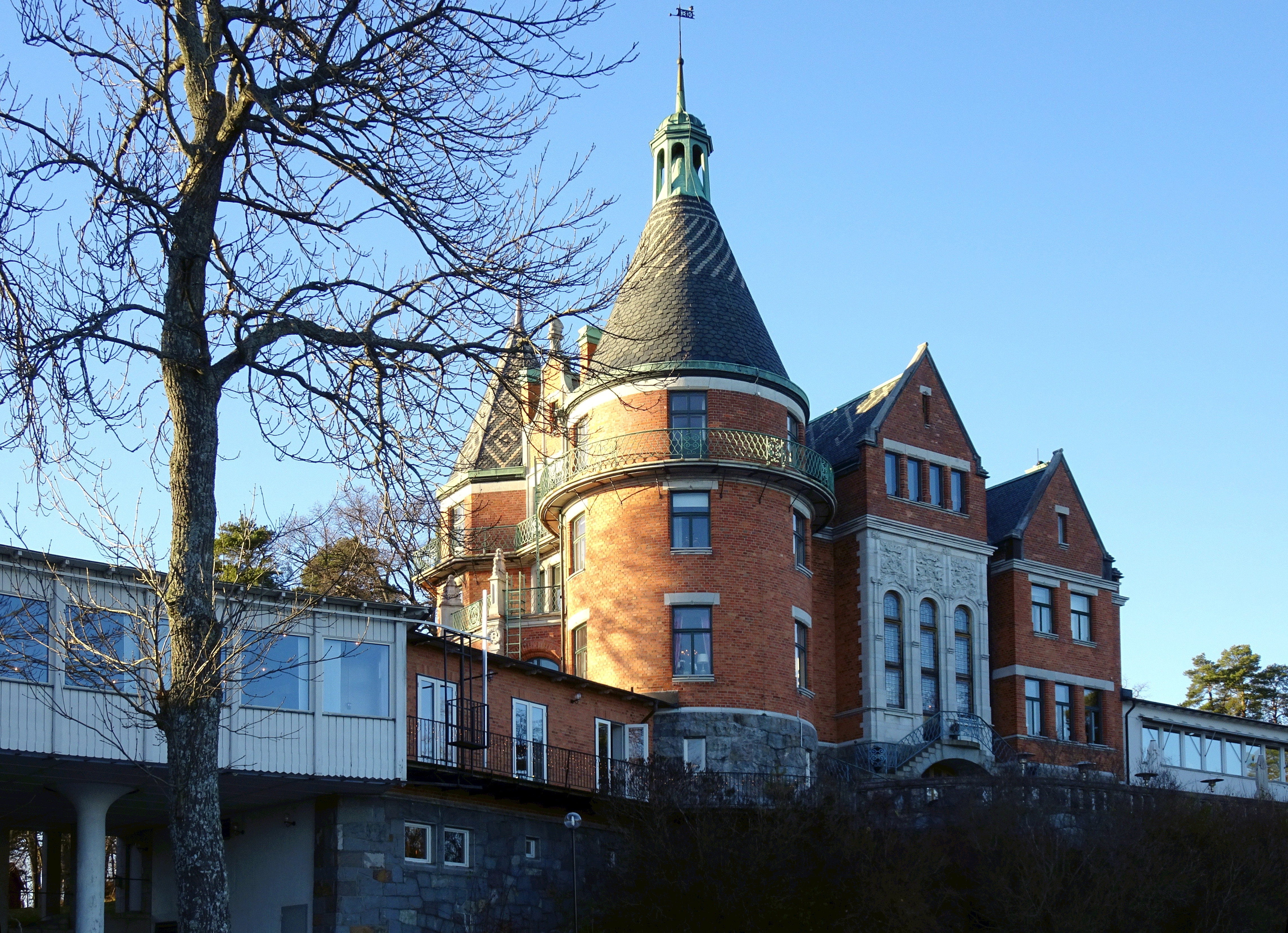
Fasad mot Baggensfjärden
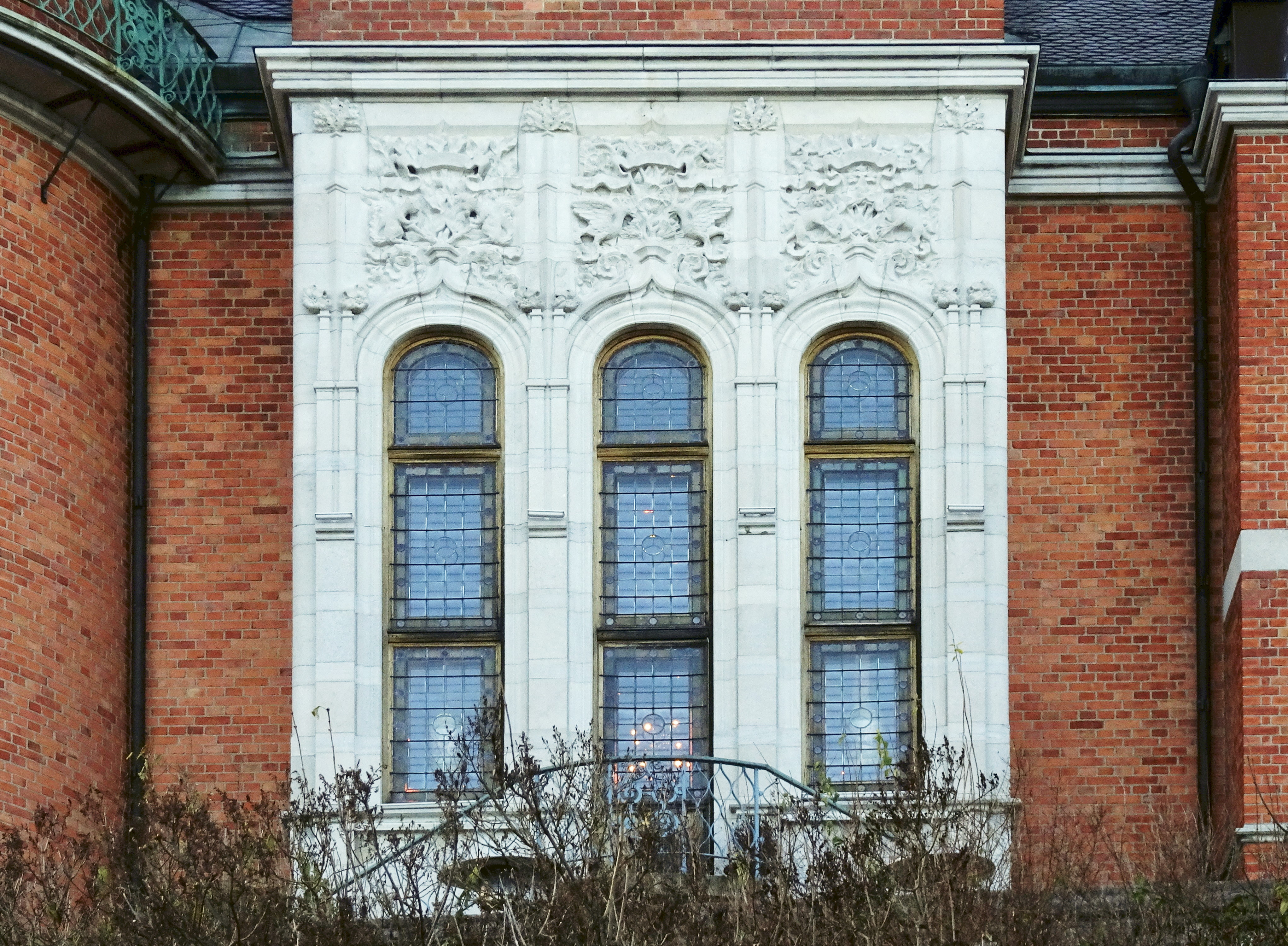
Salens fönster mot Baggensfjärden
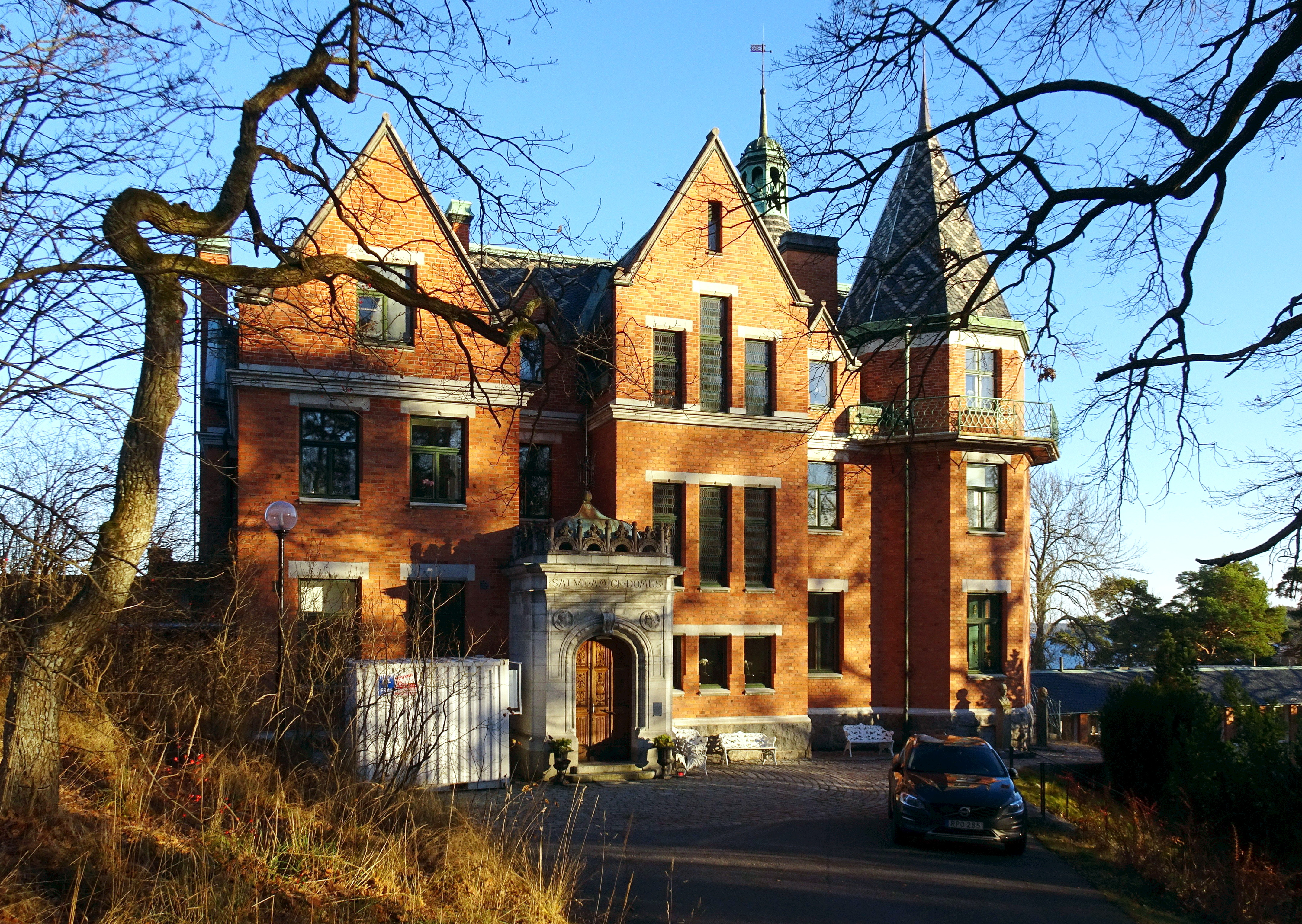
Fasad mot gården
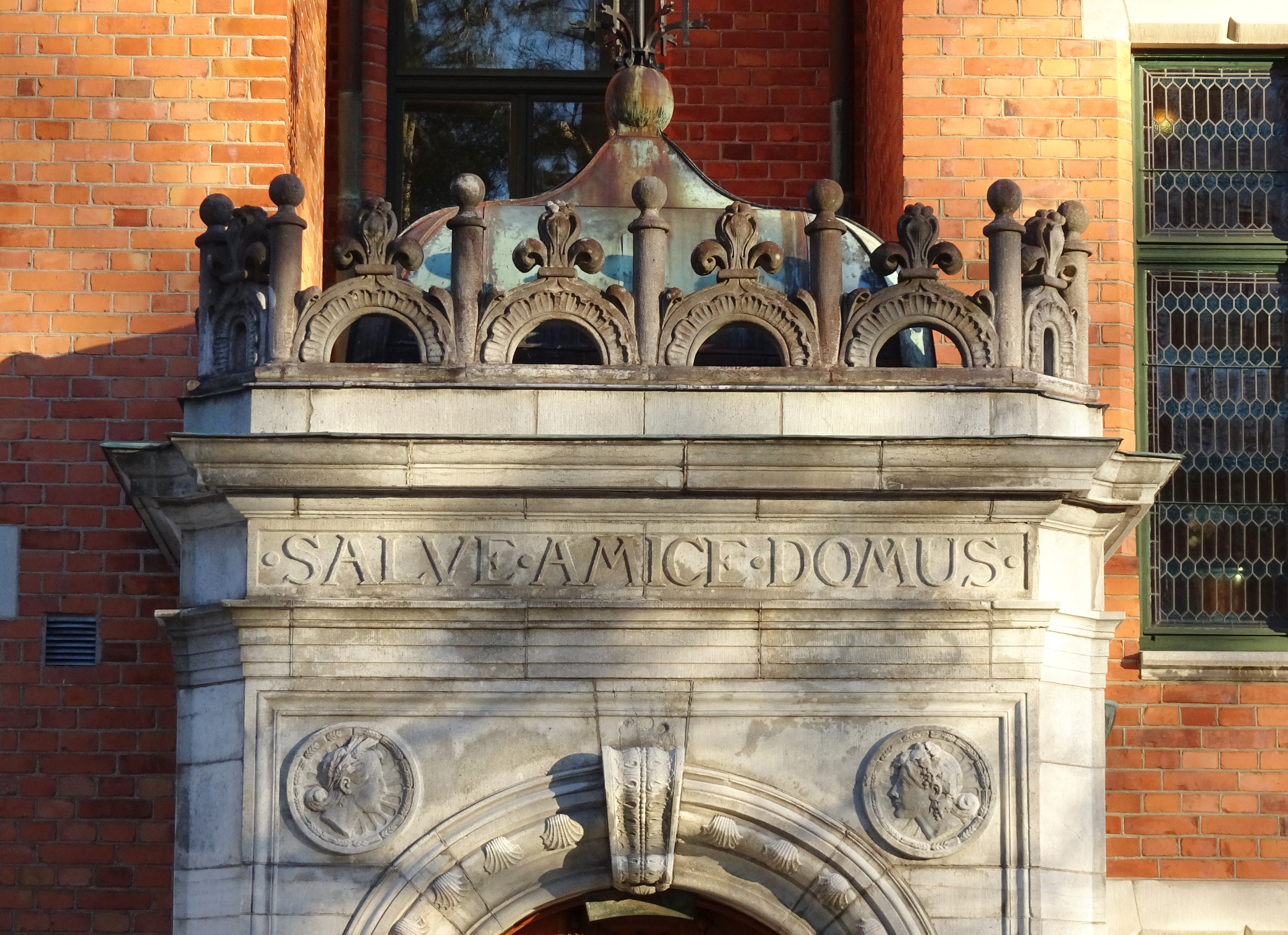
Portalutsmyckningen med "Salve Amice Domus"
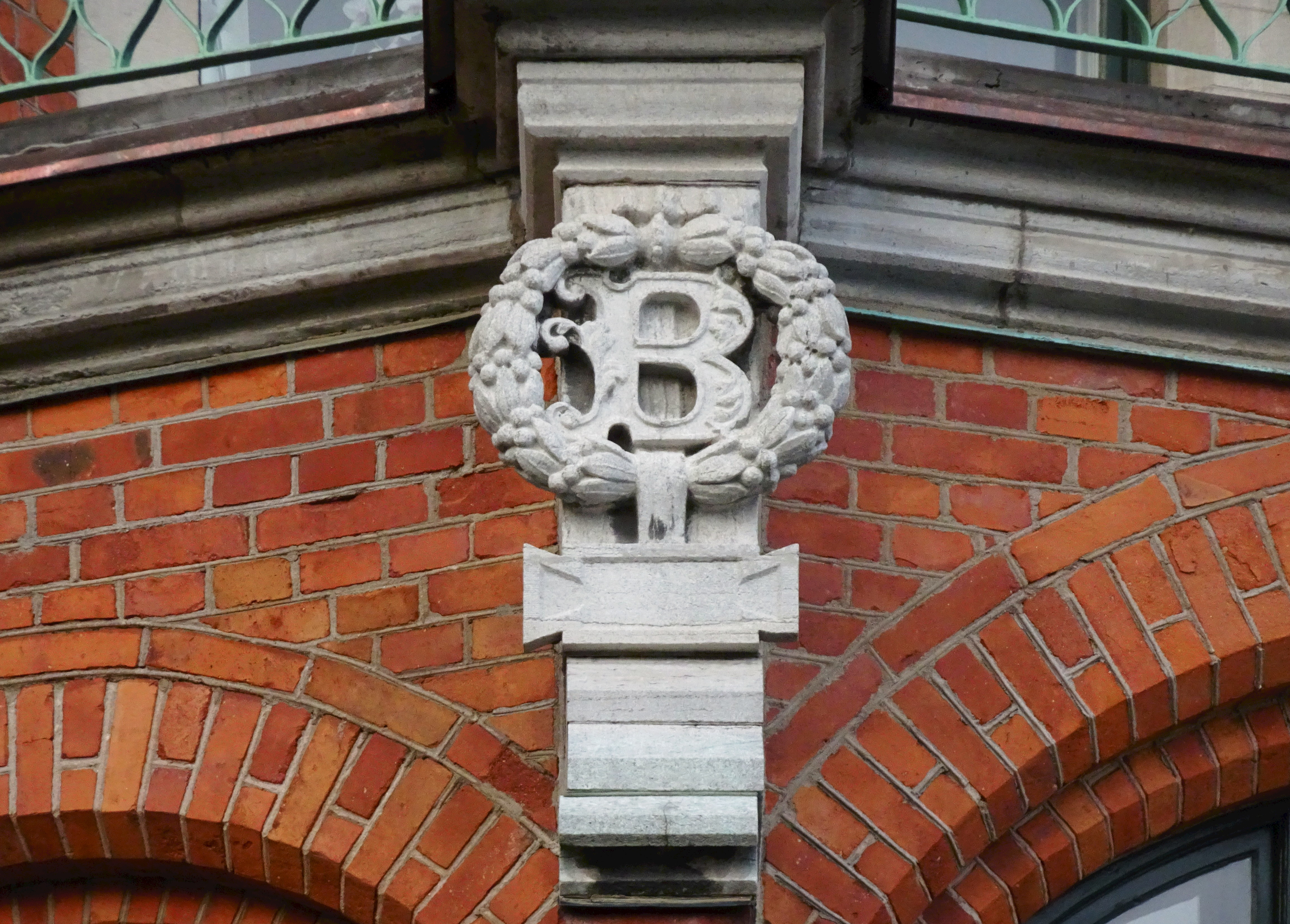
Utsmyckning med initial "B" för Bernström

Interiör Sundellhallen

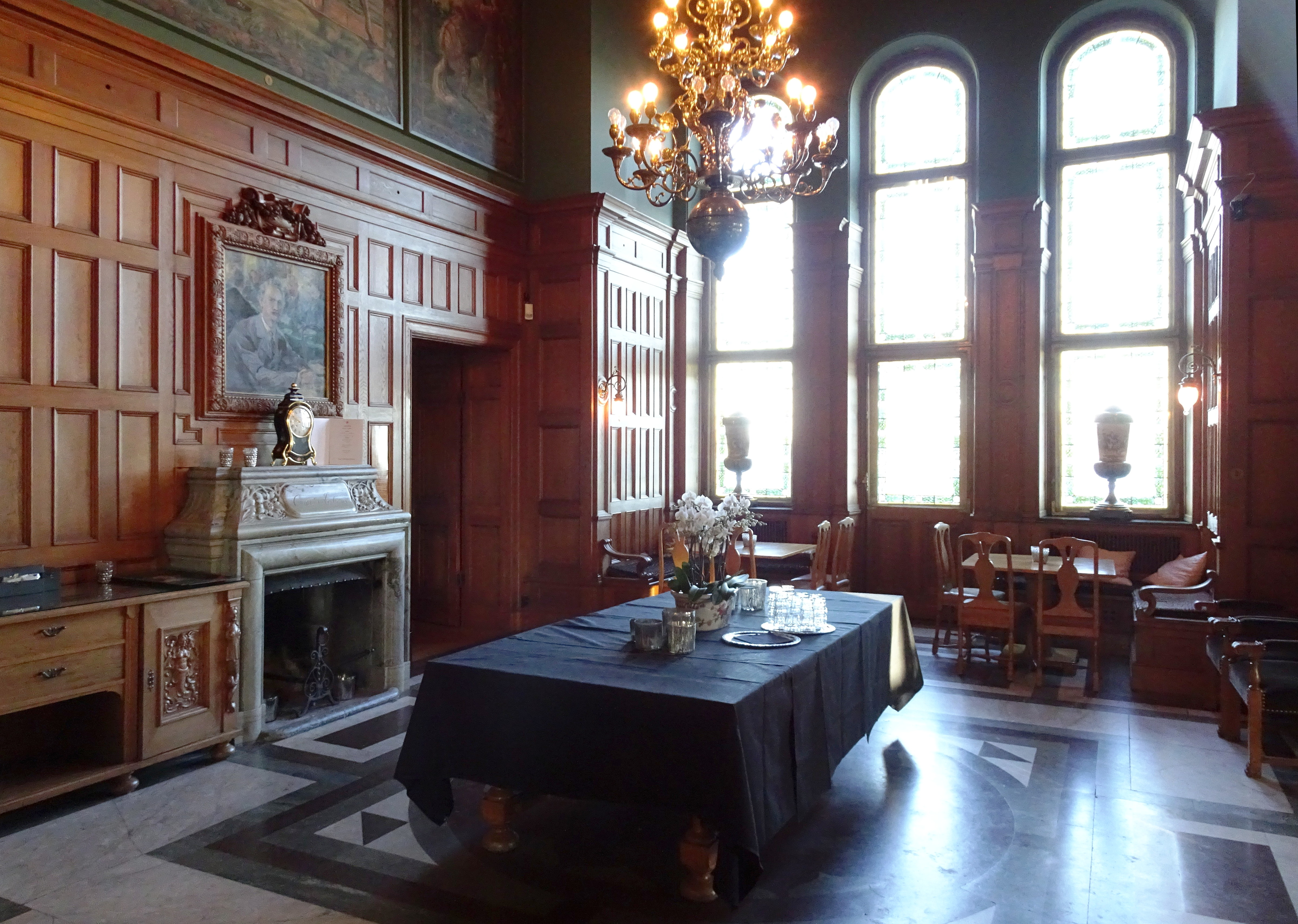
Stora hallen / Sundellhallen
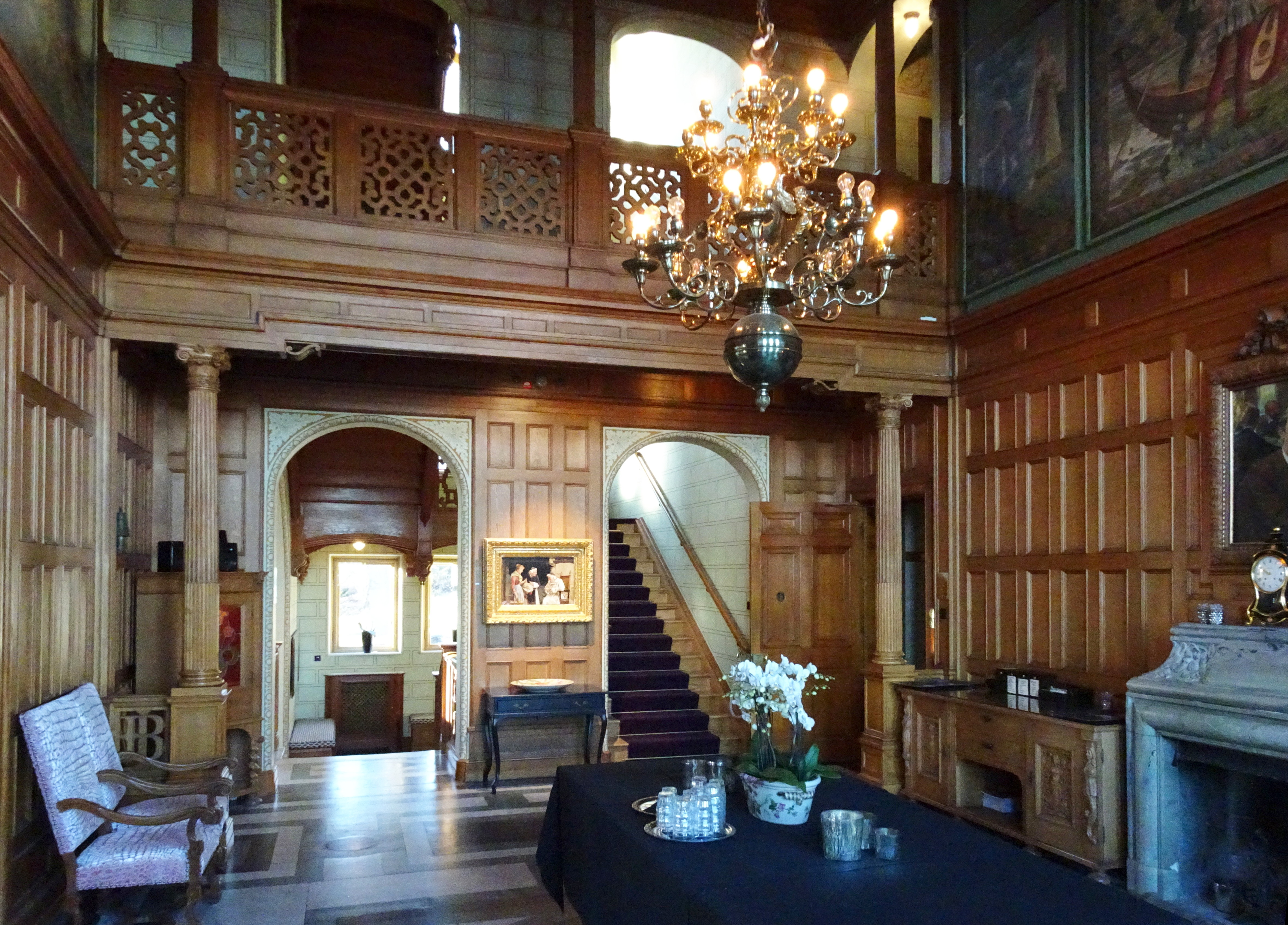
Stora hallen / Sundellhallen
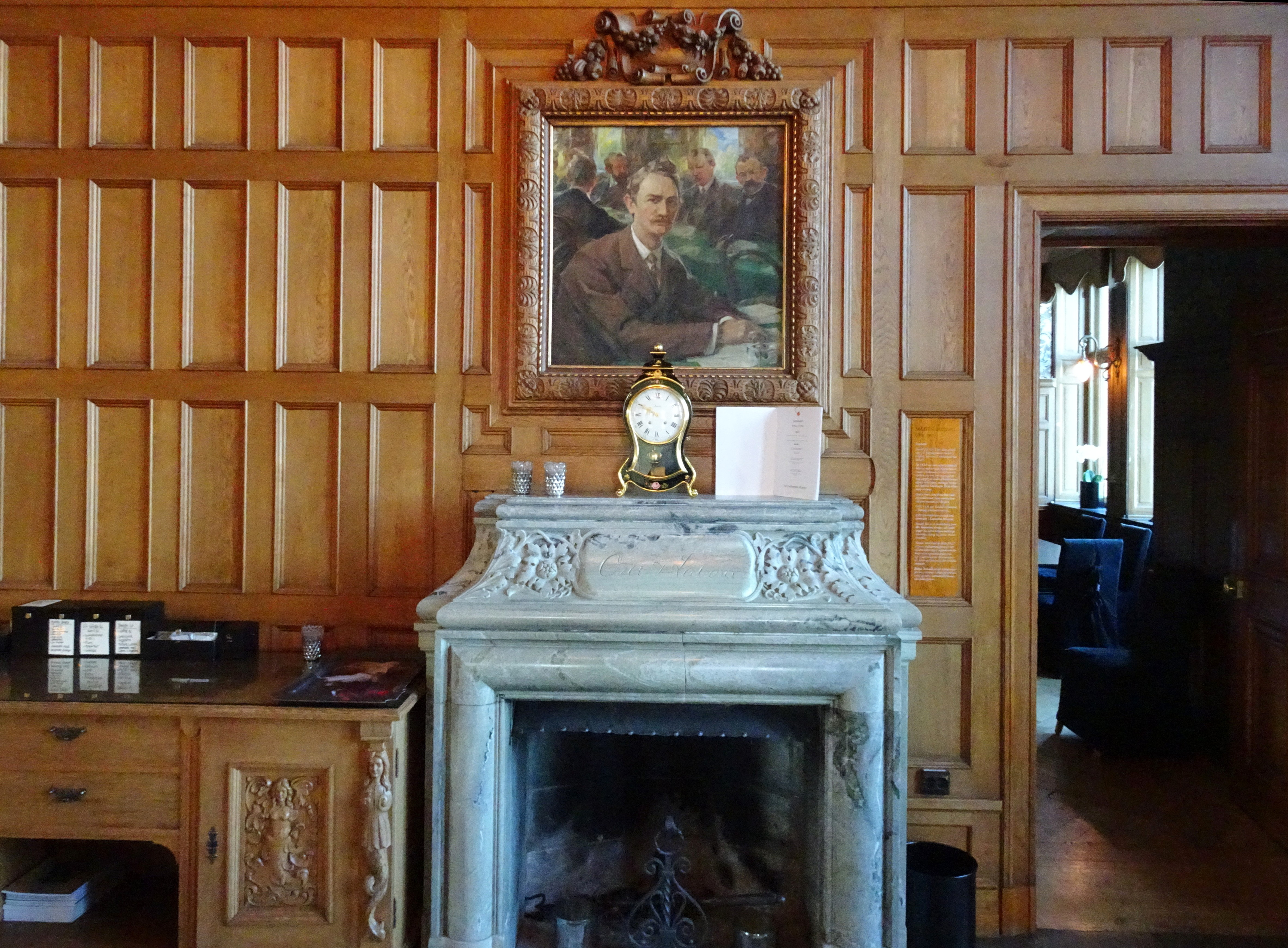
Öppen spis i Sundellhallen
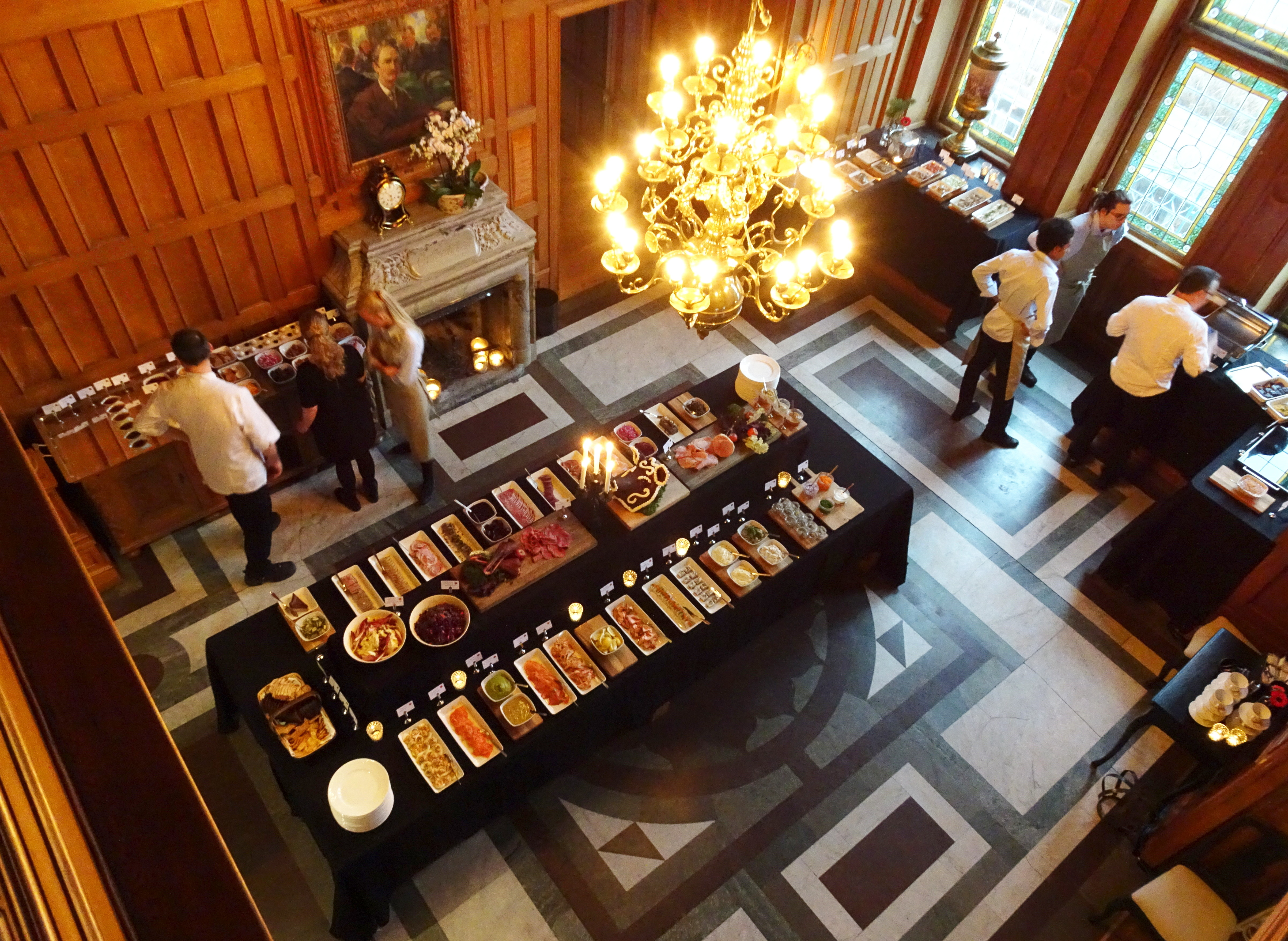
Sundellhallen dukad till fest
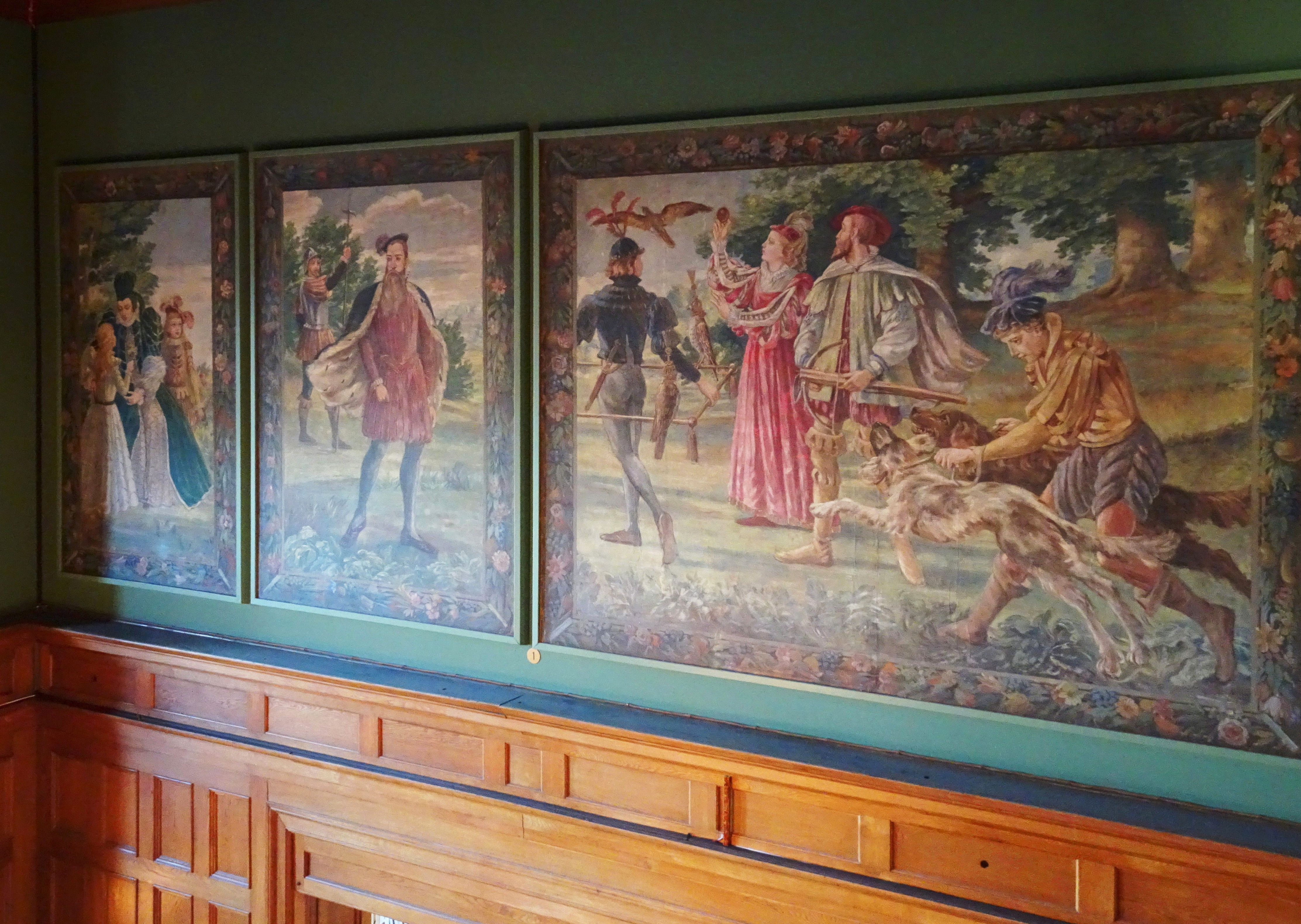
J.A.G. Ackes målningar

Övrig interiör

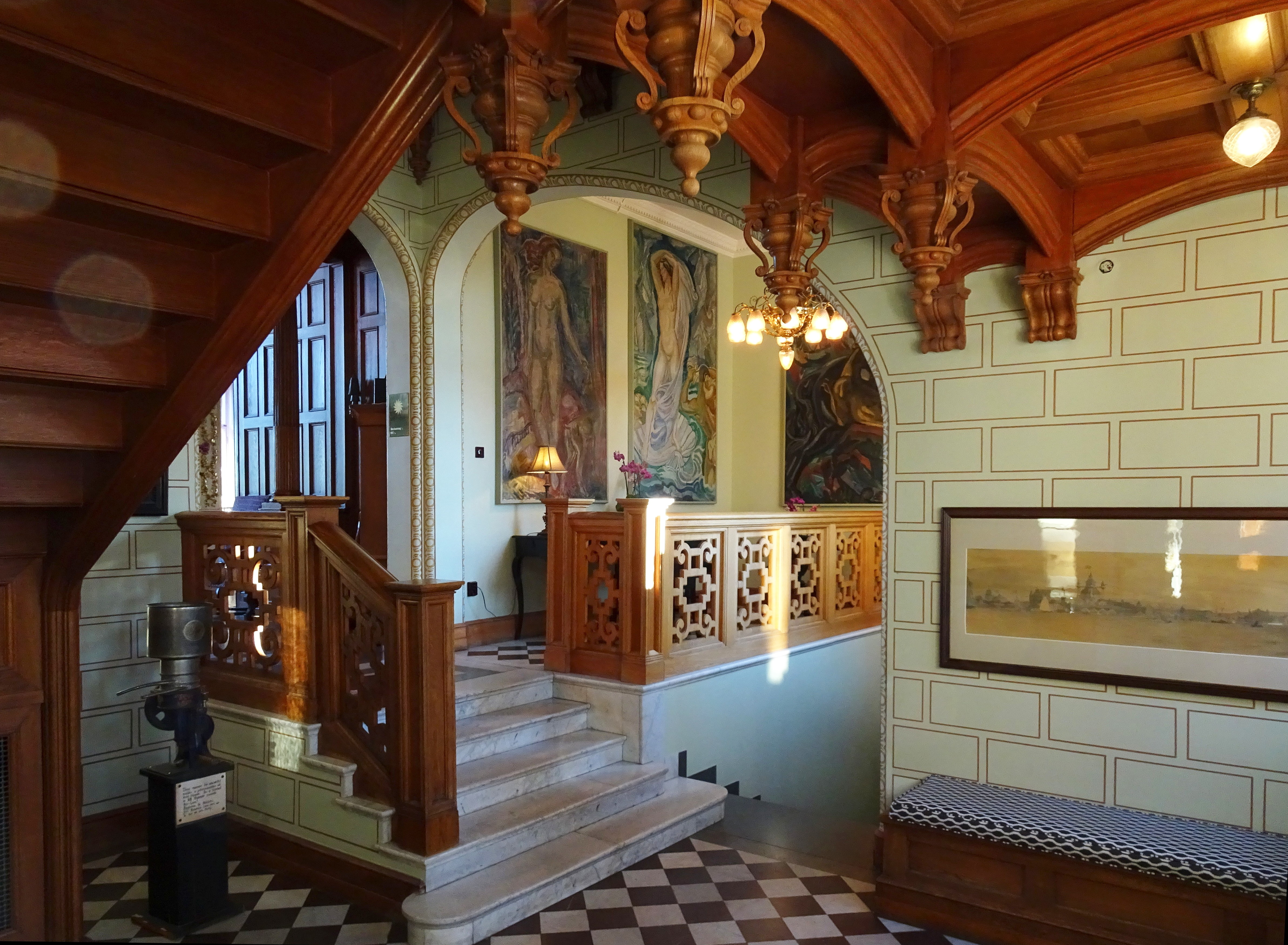
Trapphallen
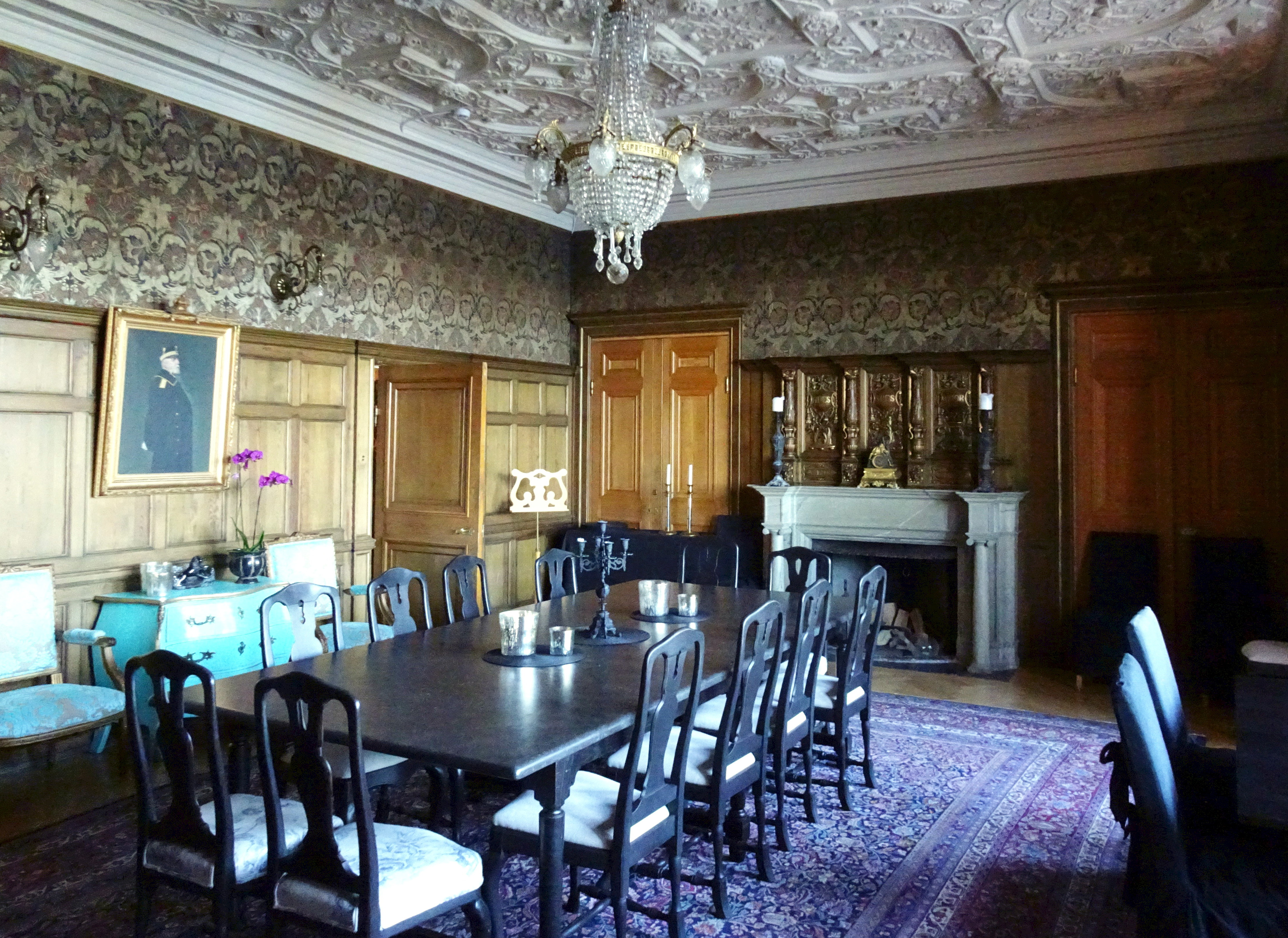
Lilla matsalen
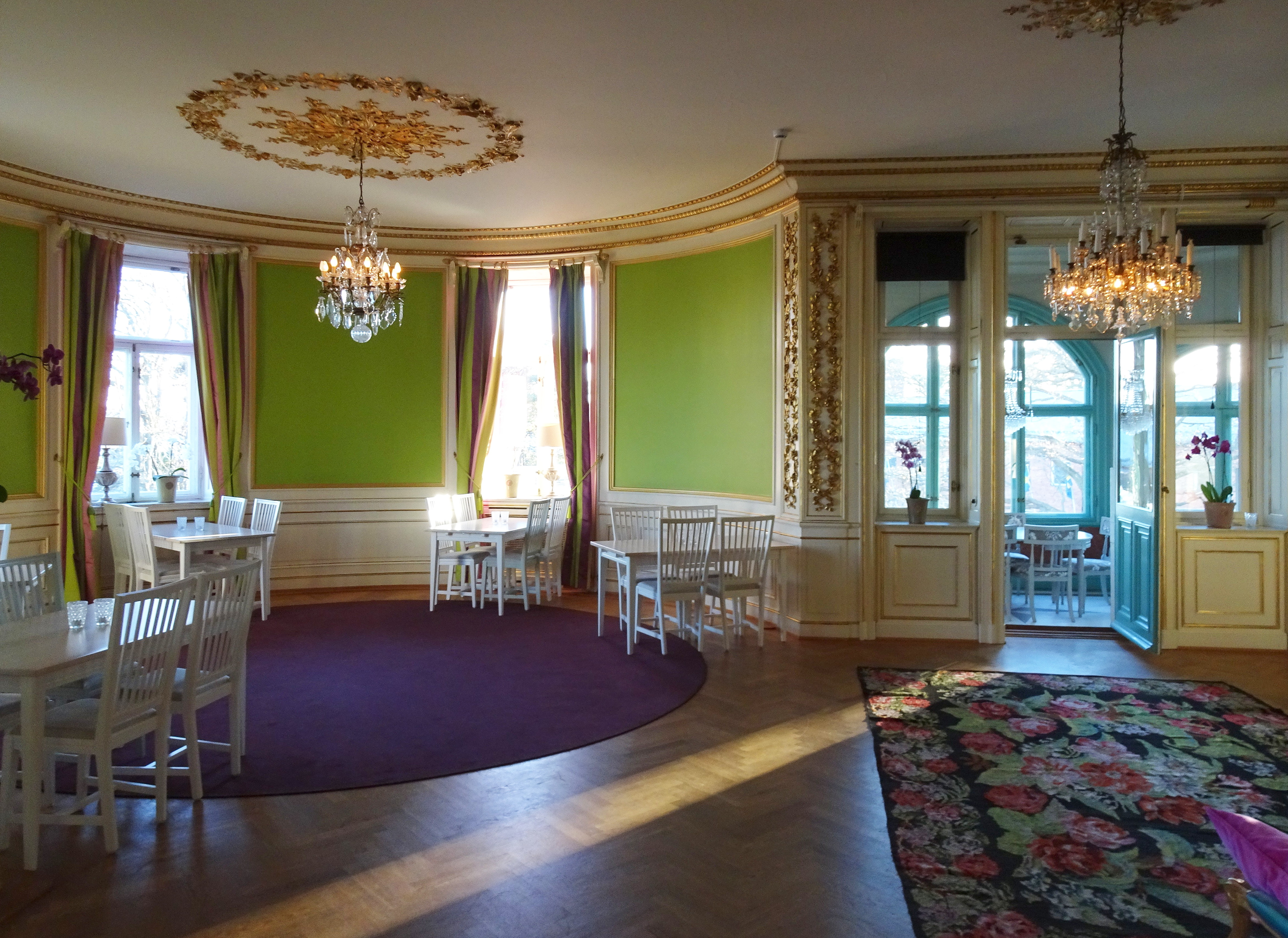
Ett av tornrummen
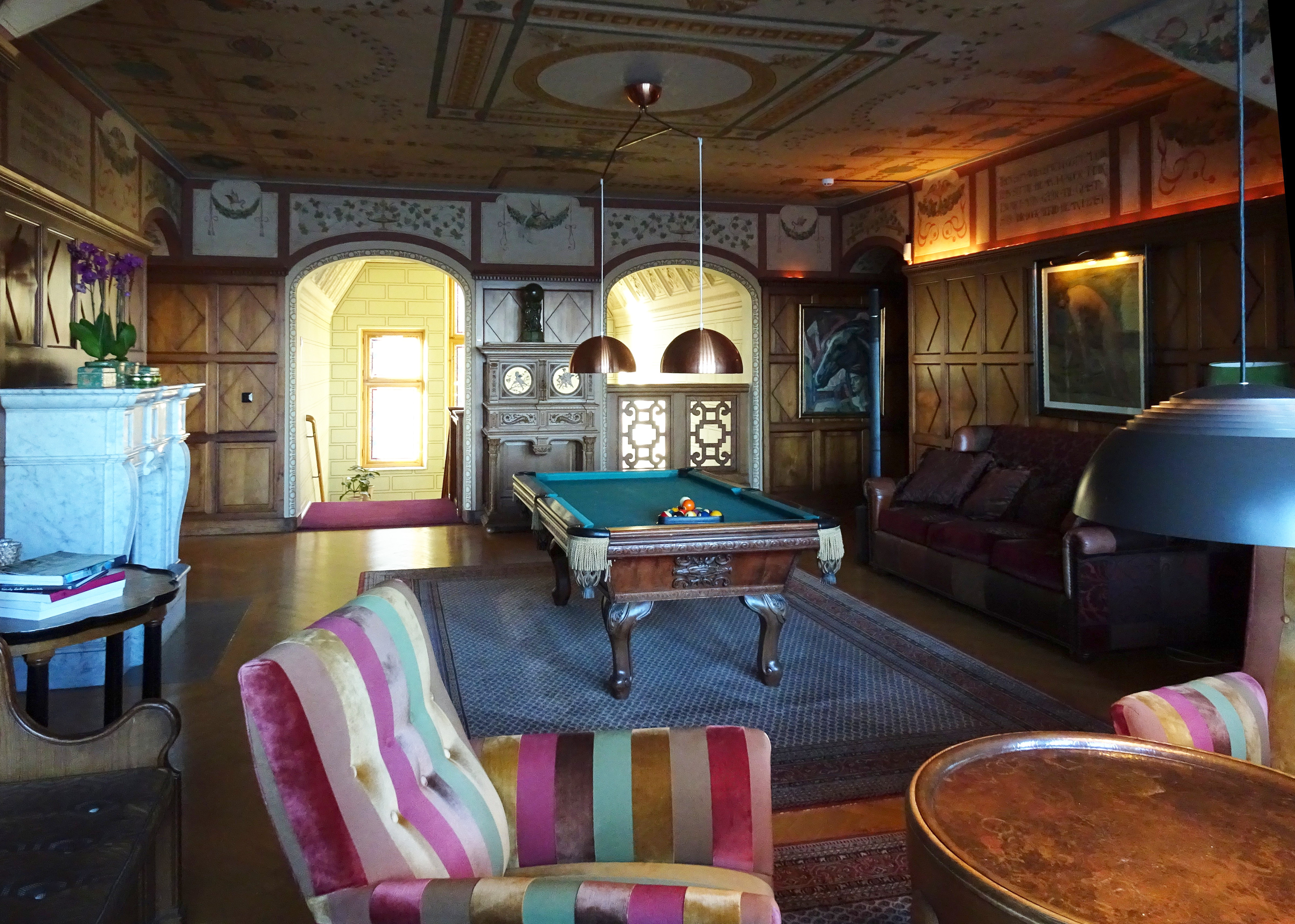
Biljardrummet
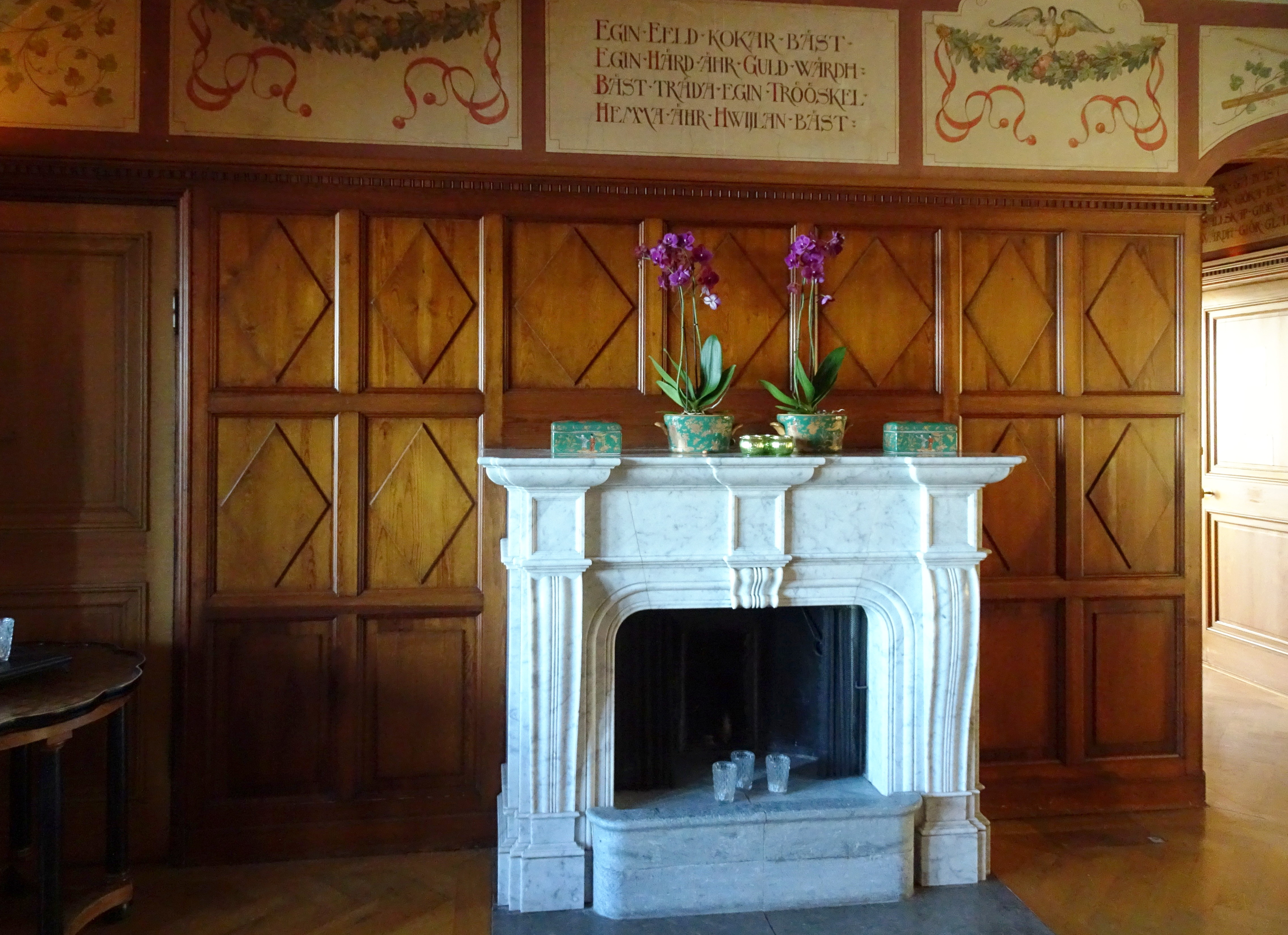
Öppen spis i biljardrummet